# 前田森林公園橋

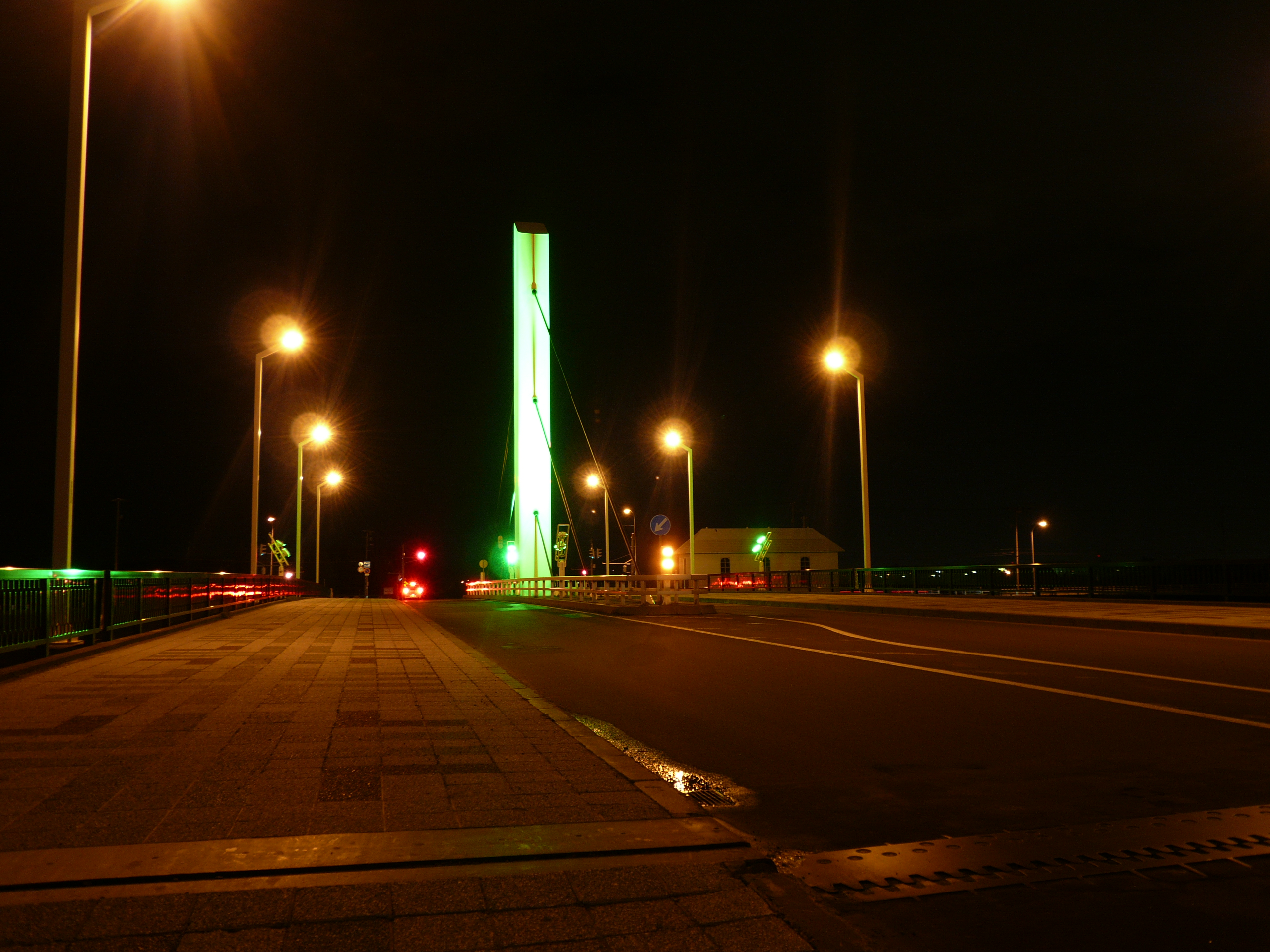
ライトアップされた前田森林公園橋（2010年5月）

前田森林公園橋（まえだしんりんこうえんばし、英語：Maeda Forest Park Bridge）は、札幌市の新川にかかる橋。

## 概要
1994年（平成6年）開通。前田森林公園に隣接しており、1本の塔からハープ状にケーブルが張られて夜には緑光でライトアップされる。

## 周辺
手稲前田
- 北海道道125号前田新川線（新川通）
- 前田森林公園
- 北海道札幌高等養護学校
- 北海道札幌手稲高等学校

前田
- 札幌市立前田北中学校
- 札幌市立前田北小学校
- 北海道科学大学